# Bernadotte Everly Schmitt
Bernadotte Everly Schmitt (Strasburg, 19 maggio 1886 – Alexandria, 23 marzo 1969) è stato uno storico statunitense.

## Biografia
Nato a Strasburg, nello Stato statunitense della Virginia, ottenne prima una bachelor all'university of Tennessee una Master of Arts nell'università di Oxford ed in seguito Doctor of Philosophy all'University of Wisconsin–Madison.
Nel 1925 divenne docente di storia moderna all'università di Chicago. Nel 1931 per The Coming of the War, 1914 venne premiato con il premio Pulitzer per la storia. Fu presidente dell'American Historical Association. Morì nel 1969.

## Opere
- England and Germany, 1740-1914
- The Coming of the War, 1914